# Селевич, Ян
Ян Селевич (1882—1943) — родился в д. Юстиново возле местечка Свирь (сейчас Мядельский район, Минская область, Республика Беларусь). В 1915 году был священником в костеле св. Андрея в Кобыльнике Свенцянского уезда Виленской губернии. Позднее был священником в Ворнянах. В 2000 году израильским мемориалом «Яд Вашем» удостоен звания «Праведник народов мира».

## История спасения еврейской семьи
В годы Великой Отечественной войны Ян Селевич спас от гибели Гирша Бородовского (Цви Абрабовича) вместе с его мамой. После прихода гитлеровцев в г. Вильно, были арестованы отец Гирша и его старший брат Арие. Через некоторое время они были расстреляны в Понарских лесах. В сентябре 1941 года молодого Гирша вместе с мамой и старенькой бабушкой разместили в гетто. Бабушка не смогла вынести условий жизни в гетто и вскоре умерла. В ноябре 1941 года мать вместе с сыном смогли убежать из гетто. После мученических скитаний, они добрались до Ворнян (40 км от Вильно) и обратились за помощью к ксендзу Яну Селевичу. Он стал укрывать беглецов в домах у своих прихожан, которые жили в небольших деревнях между местечками Ворняны и Свирь. Каждый раз он сопровождал эту семью, пока не нашлось постоянное убежище. Летом 1944 года советские войска освободили территорию Беларуси и семья Бородовских выехала во Францию. В Париже Гирш окончил оперное отделение русской консерватории им. С. Рахманинова. Позднее познакомился и женился на француженке Дениз. В годы войны также спаслась его сестра Мира, которая живёт в Израиле.
Мама Гирша перед своей смертью завещала отыскать священника, которого всегда называла святым человеком.

## Почтение памяти священника
В 1992 году Гирш приехал в Белоруссию с целью отыскать Яна Селевича. Во время поездки он узнал, что Ян Селевич умер ещё в 1943 году во время Святой Мессы. Похоронен Ян Селевич был на католическом кладбище в м. Свирь.
Поскольку живых родственников Яна Селевича отыскать не удалось, представители мемориала «Яд Вашем» решили передать медаль и почетный диплом «Праведника народов мира» в Свирский школьный музей. 18 декабря 2000 года в посольстве Израиля состоялась передача награды Яна Селевича председателю Свирского совета депутатов Евгении Войгянице. 7 февраля 2001 года в Свирском костеле св. Николая была проведена месса, посвященная памяти Яна Селевича. Мессу проводил ксендз епископ Кирилл Климкович. На торжестве присутствовали ксендзы соседних приходов. Перед входом в костел были размещены стенды, посвященные памяти Праведника народов мира. В тот же день, награда Яна Селевича была размещена в экспозиции школьного музея.